# Graphe de Wagner
Le graphe de Wagner est, en théorie des graphes, un graphe 3-régulier possédant 8 sommets et 12 arêtes. C'est un cas particulier d'échelle de Möbius.

## Constructions
Le graphe de Wagner est un cubique et hamiltonien, il peut être défini par la notation LCF [4]8.
Une autre façon de le construire est de le considérer comme une échelle de Möbius, c'est-à-dire un graphe échelle sur le ruban de Möbius.

## Propriétés

### Propriétés générales
Le diamètre du graphe de Wagner, l'excentricité maximale de ses sommets, est 2, son rayon, l'excentricité minimale de ses sommets, est 2 et sa maille, la longueur de son plus court cycle, est 4. Il s'agit d'un graphe 3-sommet-connexe et d'un graphe 3-arête-connexe, c'est-à-dire qu'il est connexe et que pour le rendre déconnecté il faut le priver au minimum de 3 sommets ou de 3 arêtes.

### Coloration

Coloration du graphe de Wagner avec 3 couleurs.

Le nombre chromatique du graphe de Wagner est 3. C'est-à-dire qu'il est possible de le colorer avec 3 couleurs de telle façon que deux sommets reliés par une arête soient toujours de couleurs différentes. Ce nombre est minimal.
L'indice chromatique du graphe de Wagner est 3. Il existe donc une 3-coloration des arêtes du graphe telle que deux arêtes incidentes à un même sommet soient toujours de couleurs différentes. Ce nombre est minimal.
Il est possible de compter les colorations distinctes du graphe de Wagner. Cela donne une fonction dépendant du nombre de couleurs autorisé. C'est une fonction polynomiale et le polynôme qui lui est associé est qualifiée de polynôme chromatique. Ce polynôme de degré 8 admet pour racines tous les entiers positifs ou nuls strictement inférieurs à 3. Il est égal à : {\displaystyle (x-2)(x-1)x(x^{2}-4x+5)(x^{3}-5x^{2}+12x-14)}.

### Propriétés algébriques
Le groupe d'automorphismes du graphe de Wagner est un groupe d'ordre 16 isomorphe au groupe diédral D8, le groupe des isométries  du plan conservant un octogone régulier. Ce groupe est constitué de 8 éléments correspondant aux rotations et de 8 autres correspondant aux réflexions.
Le polynôme caractéristique  de la matrice d'adjacence  du graphe de Wagner est : {\displaystyle (x-3)(x-1)^{2}(x+1)(x^{2}+2x-1)^{2}}.